# 堀和雅
堀 和雅（ほり かずまさ）は、日本の技術者、実業家。元三菱伸銅代表取締役社長。元日本伸銅協会会長。

## 人物・経歴
大阪府出身。1977年大阪大学工学部卒業、三菱金属（現三菱マテリアル）入社。2010年執行役員。2012年常務執行役員。2013年から三菱伸銅代表取締役社長を務めた。2017年には組織的に品質データの改竄を行っていたことが発覚し、役員報酬の一部を返上した。この間、日本伸銅協会会長も務めた。2020年4月三菱伸銅は三菱マテリアルに合併され、社長を退任。